# Szerb pravoszláv templom (Magyarcsanád)

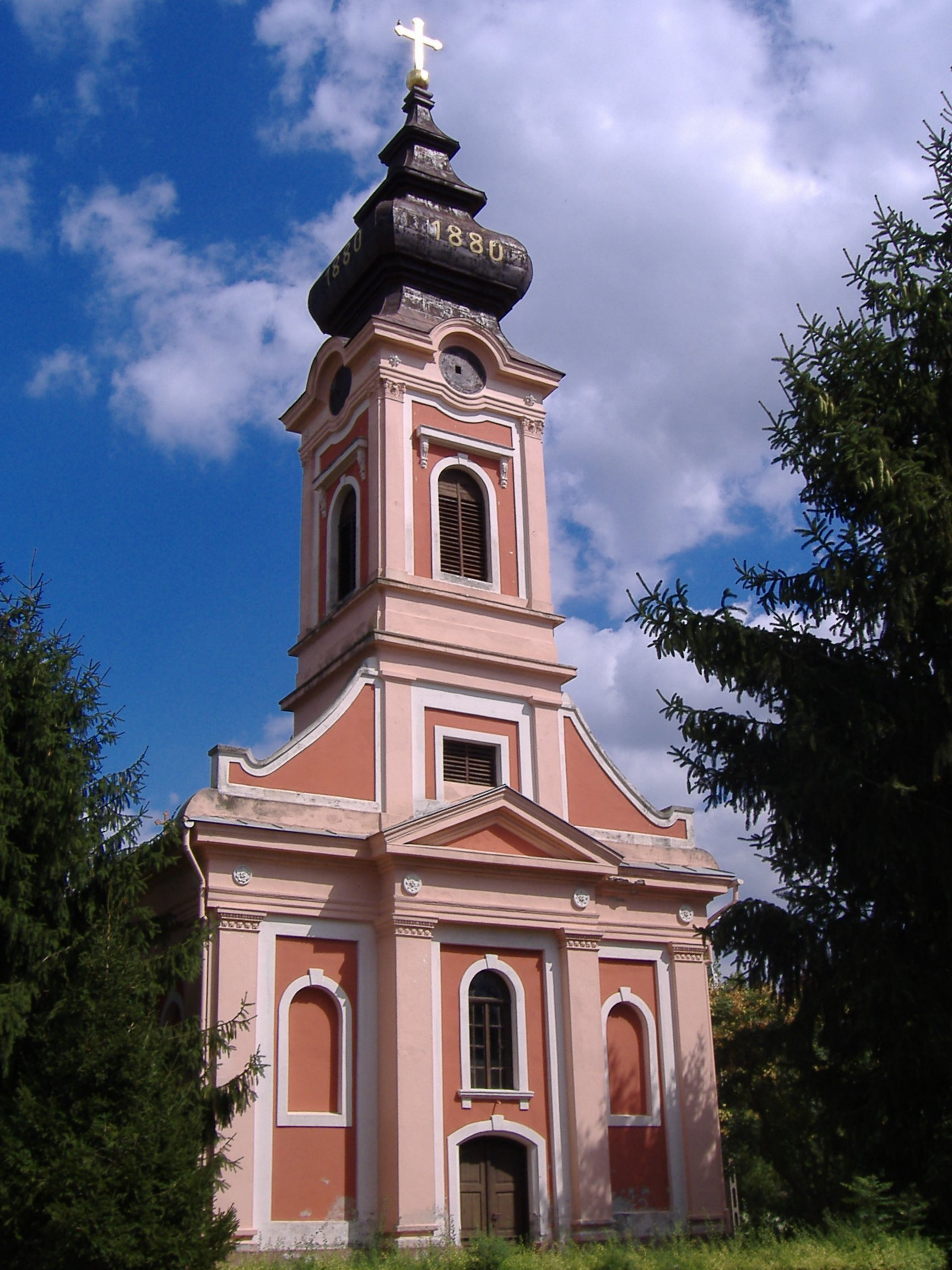
A templom a község főterén

A magyarcsanádi szerb pravoszláv templom Szent György tiszteletére  épült posztcopf stílusban 1875 és 1880 között a község szerb népessége által.

## Története
Magyarcsanád két ortodox felekezete, a románok és a szerbek korábban közösen használták az 1808-ban épült templomot, a mai román ortodox templomot. 1878-ban különváltak, a szegedi bíróság a románságnak ítélte a templomot; ugyanakkor a szerbek 12 500 forintot kaptak kárpótlás gyanánt tőlük. Ezt a pénzösszeget a helyiek adományaival megnövelték, és belőle felépítették templomukat. Ferenc József magyar királytól adóelengedést, a Vallás és Közoktatási Minisztériumtól segélyt kértek. A templomhajó belsejében, az oldalkapu fölött márványtáblán örökítették meg az adakozók és építők nevét. A Mihajlov Janik aradi építőmester által tervezett templom mintájául a szomszédos, románok kezén maradt templomot vették alapul, de az új épülete méretei kisebbek lettek. A főhomlokzati középrizalit sarkait egy-egy pilaszter zárja, az oldalhomlokzatot három ablak, egy vakablak, valamint a sima bélletes ív pillérsora tagolja. Elkészültekor mindkét oldalsó front el lett látva ajtóval; a férfiak jelenleg a délit, a nők a főbejáratot használják. Az ikonosztázion és a freskók 1898-ban készültek, Gyoka Putnik és Gyoka Joca munkája.
A templom falán az egyik emléktábla az első világháborúban elesett szerbek neveit, a másik letelepedésük 290-ik évfordulóját örökíti meg. Szent Iván tiszteletére a bejárati ajtóra koszorút helyeznek.
A második világháború alatt, 1944 októberében a tetőszerkezet és a torony leégett. A templom legutolsó felújítása 1996–97-ben történt.

## Külső hivatkozások
- A templom a Műemlékem.hu oldalon
- A templom Magyarcsanád község honlapján